# Leiotrochidae
Famille
Les Leiotrochidae sont une famille de Ciliés de la classe des Oligohymenophorea et de l'ordre des Peritrichida.

## Étymologie
Le nom de la famille vient du genre type Leiotrocha, composé du préfixe leio, « lisse, sans poil », et du suffixe -troch, « roue, disque », littéralement « disque sans poil », en référence à la forme et à l'apparente absence de cils de cet organisme.

## Description
Les Leiotrochidae ont une taille moyenne (80 à 200 μm). Ils sont en forme de cylindre ou de tonneau, avec leur extrémité apicale légèrement renflée et la présence d'anneaux pelliculaires autour du corps. Ils possèdent un disque adhésif avec environ vingt denticules lisses, de forme simple, entourant la scopule ciliée. La ciliature buccale forme une spirale dont le rayon, égal à celui du disque adhésif, est d'environ 400°. Leur macronoyau est bulbeux et possède deux bras, constituant à peu près la forme d'un « H ». Le micronoyau n'a pas été observé. Une vacuole contractile est présente. Le cytoprocte n'a pas été observé.
Fabre-Domergue identifie notamment, chez le genre Leiotrocha, un organite ciliaire particulier la « soie de Lachmann », lequel fut décrit par le naturaliste allemand Johannes Lachmann (d) en 1856.

## Habitat et répartition
Les Leiotrochidae vivent dans les eaux marines, sous forme de symbiotes sur les branchies des mollusques et sur d'autres invertébrés (par exemple, sur les épines des oursins).

## Liste des genres
Selon GBIF (5 janvier 2024) :
- Digitophrya Matthes, 1988

Selon Lynn (2010) et World Register of Marine Species (5 janvier 2024)
- Leiotrocha Fabre-Domergue, 1888
  - Genre synonyme subjectif : Trichodina Ehrenberg, 1830
  - Espèce type : Leiotrocha serpularum Fabre-Domergue, 1888

## Systématique
Le nom valide de ce taxon est Leiotrochidae Johnston, 1938.